# Homorúd
Homorúd es un pueblo ubicado en el distrito de Mohács, en el condado de Baranya, Hungría.

## Superficie
Posee una superficie de 44,73 kilómetros cuadrados.

## Demografía
Hasta 2019 la población era de 514 habitantes, con una densidad de población de 11,49 habitantes por kilómetro cuadrado.